# Serra de la Solana (Alt Empordà)
La Serra de la Solana és una serra situada als municipis de Campmany i Darnius a la comarca de l'Alt Empordà, amb una elevació màxima de 202,6 metres.